# Сан-Валентин (гора)
Гора Сан-Валентин (ісп. Monte San Valentín) або Сан-Клементе (Monte San Clemente) — найвища вершина чилійської Патагонії, розташована на північному краю Північно-патагонського льодового щита.
На гору Сан-Валентин можна піднятися від озера Леонес, на південному сході, або від Озера Лаґуна-Сан-Рафаель, на заході. Сходження дуже довге та неможливе за умовами поганої погоди. Кількість нещасних випадків дуже високе.

## Дослідження
В різних джерелах існують розходження щодо висоти гори. Спочатку в 1921 році вона була оцінена Норденсйордом в 3876 м, але пізніше скорегована на 4058 м. Остання величина є найчастіше цитованою. Проте, французька група що піднялася на Сан-Валентин в 1993 році, опублікувала дані вимірювання за допомогою GPS, що склали 4080±20 м. чилійська група, яка 11 серпня 2001 року піднялася на вершину, опублікувала дані у 4070±40 м, також за допомогою GPS. Дані SRTM також показують висоту понад 4000 м. Проте, чилійські мапи вказують висоту лише 3910 м. Мапи ChIGM зазвичай точні та надійні, але в даному випадку вершина повністю вкрита снігом, що складає проблеми для картографів.